# Альхесіраська конференція
Альхесіраська конференція — зустріч представників 11 держав Європи (Німеччини, Франції, Великої Британії, Австро-Угорщини, Росії, Італії, Іспанії, Бельгії, Нідерландів, Португалії, Швеції), а також Сполучених Штатів Америки та Марокко, що проходила з 15 січня по 7 квітня 1906 року в іспанському місті Альхесірасі. Метою зустрічі було знайти шляхи вирішення конфлікту між Францією і Німеччиною (див. Перша Марокканська криза).
Конференція скликана за ініціативи Німеччини, яка розраховувала що, посилаючись на Мадридську конвенцію 1880 року, зможе, за підтримки інших держав, запобігти встановленню протекторату Франції над Марокко та забезпечити собі більш сприятливі умови для колоніалістичної експансії. Однак розставлення сил на конференції виявилося невигідним для Німеччини. Велика Британія, яка в 1904 році встановила з Францією тісне співробітництво (див. Антанта), відкрито й діяльно стояла на її боці. Іспанія також дотримувалася профранцузької орієнтації. Італія, пов'язана секретними угодами з Францією (див. Франко-італійська угода), поводилася на конференції пасивно і не підтримувала Німеччину, хоча була її союзницею. Малі держави — Бельгія, Нідерланди, Португалія — йшли за Великою Британією. Особливе місце в Алхесірасі посідала Росія: з одного боку, вона була союзницею Франції і вже почала зближуватися з Великою Британією, але, з іншого боку, їй не хотілося сваритися із сусідньою Німеччиною. Вирішальний вплив на позицію уряду Росії справила його зацікавленість в отриманні великої позики, обіцяної Францією та Великою Британією для придушення революції. Тому й Росія, після деяких вагань, відкрито заявила про свою підтримку Франції. Таким чином, Німеччина мала на своєму боці лише Австро-Угорщину, яка, втім, обмежувалася роллю бажаного посередника. У результаті, залишившись в ізоляції, Німеччина була змушена піти на поступки.
Найгостріша полеміка на конференції велася з питання про марокканську поліцію і з питання про банк, як основне знаряддя проникнення в економіку Марокко і контролю над нею. Спочатку Німеччина наполягала на інтернаціоналізації або нейтралізації поліції, але потім їй довелося зняти цю пропозицію і погодитися на вимоги Франції: французька або іспанська поліція у всіх восьми портах Марокко (точніше марокканська поліцейська сила під командуванням французьких або
іспанських офіцерів), очолювана генеральним ним інспектором — швейцарцем без командних функцій, який перебуває в Танжері та доповідає безпосередньо марокканському султану з одночасним надсиланням дипломатичному корпусу лише копії доповіді для відомостей.
На користь Франції був залагоджений і спір про банк: основний капітал його розділяли на 14 часток, кожна держава отримувала по одній частці, а Франція понад те отримувала ще дві частки.
Підписана учасниками конференції угода складалася із 123 статей, що охоплювали крім двох найбільш спірних питань також питання про митниці, торгівлю, юрисдикцію тощо. Над марокканськими митницями встановлювався міжнародний контроль, проте на алжирському кордоні він здійснювався Францією, а в Рифській області — Іспанією.
У підсумку конференція закінчилася великою поразкою німецької дипломатії: Німеччині не вдалося ні розхитати сформовану англо-французьку Антанту, ні посилити свої позиції в Марокко за рахунок Франції, яка здобула можливість подальшого розширення свого впливу в Марокко.